# 平岡陽明
平岡 陽明（ひらおか ようめい、1977年5月7日 - ）は、日本の小説家。神奈川県生まれ。

## 経歴・人物
慶應義塾大学文学部卒業。出版社勤務を経て、2013年10月、投稿作「松田さんの181日」が第93回オール讀物新人賞（選考委員：宇江佐真理、佐々木譲、白石一文、乃南アサ、森絵都）を受賞し、作家デビューした（香月夕花の「水に立つ人」と同時受賞であった）。2020年3月、『ロス男』（講談社）が第41回吉川英治文学新人賞候補。

## 作品リスト

### 単行本
- 松田さんの181日（文藝春秋、2016年11月）
- ライオンズ、1958。（角川春樹事務所、2016年7月 / ハルキ文庫、2017年8月）
- イシマル書房編集部（ハルキ文庫、2017年11月）
- ロス男（講談社、2019年10月）
  - 僕が死ぬまでにしたいこと（文庫化に際し改題、講談社文庫、2021年12月）
- ぼくもだよ。神楽坂の奇跡の木曜日（角川春樹事務所、2020年11月 / ハルキ文庫、2022年12月）
- 道をたずねる（小学館、2021年3月 / 小学館文庫、2023年7月）
- 素数とバレーボール（講談社、2022年9月 / 講談社文庫、2024年9月）
- 眠る邪馬台国　夢見る探偵 高宮アスカ（中央公論新社、2023年3月）
- マイ・グレート・ファーザー（文藝春秋、2025年2月）

### 雑誌掲載作品
小説
- 「松田さんの181日」 - 『オール讀物』2013年11月号
- 「床屋とプロゴルファー」 - 『オール讀物』2014年11月号
  - 後に『短篇ベストコレクション 現代の小説2015』（日本文藝家協会編、徳間書店、2015年6月）に収録された。
- 「僕だけのエンタテイナー」 - 『オール讀物』2015年11月号
- 「マリーさんの101日」 - 『オール讀物』2016年11月号
- 「監督からの年賀状」 - 『オール讀物』2017年3月号
- 「カンちゃん」 - 『小説現代』2017年12月号
- 「湯けむりの贈り物」 - 『オール讀物』2018年2月号
- 「男の品格」 - 『小説現代』2018年4月号
- 「また来ん春」 - 『小説現代』2018年9月号
- 「猿とスズメ獲り」 - 『オール讀物』2019年2月号
- 「道をたずねる」 - 『週刊ポスト』2020年1月3日・10日合併号 - 9月25日号 連載
- 「ラスト・ラン」 - 『オール讀物』2020年11月号
  - 後に『短篇ベストコレクション 現代の小説2021』（日本文藝家協会編、小学館文庫、2021年11月）に収録された。
- 「一歩千金」 - 『オール讀物』2021年2月号
- 「素数とバレーボール」 - 『小説現代』2022年8月号

エッセイ等
- 「オンステージ」 - 『月刊ジェイ・ノベル』2016年11月号
- 「特別料理」 - 『小説すばる』2017年1月号
- 「動物本は、極上の文学である」 - 『オール讀物』2017年8月号
- 「著者に聞く ロス男」 - 『Voice』2019年11月号
- 「一期一衣」 - 『小説すばる』2020年1月号
- 「アンケート特集 シネマ2019」（フランシス・コッポラ/監督『ゴッドファーザー』） - 『群像』2020年2月号
- 「インタビュー ”世代”は”物語”を生むのか。」 - 『小説現代』2022年8月号